# Liste der Kulturdenkmale in Langenlehsten
In der Liste der Kulturdenkmale in Langenlehsten sind alle Kulturdenkmale der schleswig-holsteinischen Gemeinde Langenlehsten (Kreis Herzogtum Lauenburg) und ihrer Ortsteile aufgelistet (Stand: 10. März 2025).

## Legende
In den Spalten befinden sich folgende Informationen:
- Objekt-ID: die Nummer des Kulturdenkmales
- Lage: die Adresse des Kulturdenkmales und die geographischen Koordinaten. Kartenansicht, um Koordinaten zu setzen. In der Kartenansicht sind Kulturdenkmale ohne Koordinaten mit einem roten Marker dargestellt und können in der Karte gesetzt werden. Kulturdenkmale ohne Bild sind mit einem blauen Marker gekennzeichnet, Kulturdenkmale mit Bild mit einem grünen Marker.
- Offizielle Bezeichnung: Bezeichnung des Kulturdenkmales
- Beschreibung: die Beschreibung des Kulturdenkmales
- Bild: ein Bild des Kulturdenkmales

## Bauliche Anlagen
| Objekt-ID      | Lage                                            | Offizielle Bezeichnung | Beschreibung | Bild            |
| -------------- | ----------------------------------------------- | ---------------------- | --- | --------------- |
| 51269          | Dorfstraße 14 (53° 29′ 50″ N, 10° 44′ 24″ O)    | Fachhallenhaus         | Fachhallenhaus; um 1800; eingeschossiges Fachwerkhaus in Traufenstellung unter reetgedecktem Schopfwalmdach - Begründung: geschichtlich, Kulturlandschaft prägend - Schutzumfang: gesamtes Objekt - Denkmaltyp: Bauliche Anlage | Fotos hochladen |
| 10460 Wikidata | Forstgut Bergholz (53° 30′ 32″ N, 10° 41′ 4″ O) | Forsthaus              | Alteintragung (Aktualisierung vorgesehen) - Begründung: geschichtlich, Kulturlandschaft prägend - Schutzumfang: gesamtes Objekt - Denkmaltyp: Bauliche Anlage                                                                   | Fotos hochladen |
| 9151 Wikidata  | Fortkrug 3 (53° 29′ 8″ N, 10° 43′ 57″ O)        | Wohnhaus               | Alteintragung (Aktualisierung vorgesehen) - Begründung: geschichtlich, Kulturlandschaft prägend - Schutzumfang: gesamtes Objekt - Denkmaltyp: Bauliche Anlage                                                                   | Fotos hochladen |

## Quelle
- Liste der Kulturdenkmale in Schleswig-Holstein – Herzogtum Lauenburg (PDF)

- Karte mit allen Koordinaten:
- OSM |
- WikiMap